# 超時空要塞系列
「超時空要塞系列」（マクロスシリーズ、Macross Series）是「超時空要塞Macross」（超時空要塞マクロス）及其後續相關作品的統稱。

## 概要
- BigWest（ビックウエスト）製作，Studio Nue（スタジオぬえ）原作動畫。
- 1982年初代「超時空要塞Macross」（超時空要塞マクロス）放送以來，總共作品：4部TV版[1]，6部OVA[2]、，6部劇場版[3][4]，1部音樂劇[5]，更兼有相關音樂，玩具模型，遊戲發表。
- 「可變戰機Valkyrie」（バルキリー）、「歌」以及「三角關係之愛戀」為「Macross系列」永恆不變的主題。
- 2008年4月3日，由河森正治總攬的融入了3DCG技術，雙歌姬等眾多時尚元素的Macross 25周年紀念企劃作品「Macross F」（マクロスF）放送。
- 2009年11月21日，劇場版「Macross F・虚空歌姫」（劇場版 マクロスF 虚空歌姫～イツワリノウタヒメ～）公開。
- 2011年2月26日，劇場版「Macross F・戀離飛翼」（劇場版 マクロスF 恋離飛翼～サヨナラノツバサ～）公開。
- 2012年10月20日，「Macross FB7・銀河流魂」（マクロスFB7 銀河流魂 オレノウタヲキケ!）公開。
- 2013年2月28日，由Macross 30周年新歌姬千菅春香擔當女主角聲優以及歌手的Macross 30周年紀念作品「Macross 30・連系銀河的歌声」（マクロス30 銀河を繋ぐ歌声），作為PS3獨佔遊戲公開。

## 作品介紹

### 「原始文明」的繁榮和滅亡（紀元前100萬年～50萬年）
宇宙最初的生命體「原始文明」，因接觸到Vajra而學習到FOLD航法，從而展開了星間移民並逐步建立起龐大的「星間共和國」。卻因為無法控制採用基因工程製造出的戰爭兵器「傑特拉帝」和「原始惡魔」而捲入戰亂，最終滅亡。「原始惡魔」被封印之後，殘留的「傑特拉帝」和被「原始惡魔」控制的「監察軍」開始了長達50萬年的爭鬥。

### 宇宙戰艦墜落 & 統合戰爭（A.D. 1999～2008）
1999年7月，巨大的「監察軍」戰艦墜落地球，人類為了面對可能的異星人攻擊決定成立「統合政府」，期間根據異星人帶來的技術開發了可變戰機Valkyrie。
2008年9月，「統合軍」和「反統合同盟」為爭奪秘之物體AFOS所引發的「瑪泱島攻防戦」導致「原始文明」遺留在地球上的人種改造監視裝置「鳥之人」覺醒，並準備對改造失敗的地球進行毀滅，後被阻止。
2008年12月，「統合戰爭」結束。

### 第一次星間大戰（A.D. 2009～2010）
追趕「監察軍」戰艦而來的「傑特拉帝」艦隊和地球之間的「星間戰爭」爆發。收容了「南亞塔利亞島」市民的Macross被地球遺棄，孤獨的在太陽系中逃避攻擊。在林明美的歌聲之下，Macross和感受到「文化的力量」的布裏泰艦隊一起，迎擊波特爾沙帶來的「傑特拉帝」基幹艦隊並獲勝。「第一次星間大戰」結束，「新統合政府」成立。

### 銀河大航海時代（A.D. 2012～2030）
「第一次星間大戰」結束之後，殘存的地球人和部分「傑特拉帝人」相互融合並開始了以種族延續為目的的「銀河播種計劃」。
從「美加洛特-01」開始，龐大的移民船團為尋找可居住的惑星陸續出發。另一方面，反抗統合政府的「傑特拉帝」以及反政府組織的活動日益嚴重。
2031年，反映「第一次星間大戰」的電影「可曾記得愛？」公映並造成轟動。

### 莎朗・艾普事件（A.D.2040）
統合政府「星間大戰終結30周年紀念典禮」中，虛擬偶像「莎朗・艾普」的人工智能奪取「統合軍」控制中樞事件發生，後被試驗中的2架新型Valk戰機制止。

### 巴奴達戰役（A.D. 2045～2047）
第37次超長距離移民船團馬克羅斯7遭遇被覺醒的「原始惡魔」控制的「巴奴達軍」襲擊。
在圍繞靈魂而展開的戰爭中，搖滾樂隊「火焰炸彈」充滿熱情的歌聲拓開了和平之路。

### 邊境惑星 & 移民船團自治運動（A.D. 2050～2051）
人類繼續著銀河系中大規模的星際移民。
掌握「統合政府」實權的強大勢力「拉古丁斯」主張以地球圈為中心的「一局主導體制」。對反對一局支配的自治政府和組織，派遣「第727獨立戰隊VF-X Ravens」藉以反叛和恐怖行為進行武力鎮壓，但在反統合政府組織「明迪拉斯」對地球圈的反抗作戰中，其野心隨之破滅。

### Vajra戰役（A.D. 2059）
人類為尋求可居住的惑星，不斷在銀河系中探尋新天地。
載有千萬人的超長距離移民船團Macross Frontier航行於銀河系中心附近。不明生命體Vajra於銀河歌姬雪露的LIVE中強力襲來，並將憧憬成為歌手的蘭花和嚮往成為飛行員的有人捲入其中。在雪露、蘭花的歌聲中。Frontier船團擊碎了Macross Galaxy船團的陰謀，並將Vajra母星作為了新的移民惑星。

## 官方年表

### 說明
- 「超時空要塞Macross・可曾記得愛？」被設定為于A.D. 2031年為紀念「第一次星間大戰」而公開的電影。
- 「超時空要塞Macross II -Lovers Again-」被視為「平行空間」的故事，未列入官方年表。
- 關於TV版和劇場版相違背的設定，按照河森正治監督在官方分冊百科「Macross Chronicle」新訂版創刊寄語中的說法：「無論是Macross系列的TV版還是劇場版，並不能說哪一個就是正史。希望大家能從比較兩個不同版本故事的過程中，去體會到真正的歷史並享受其樂趣」[8]。所以，應該將TV版、劇場版以及相關的漫畫、小說等作品中出現的彼此違背的描述，都看作是對Macross世界中過去歷史的一種表現形式。

### 格式
- 為保證重要名詞和術語的準確性，儘量減少因翻譯不同而造成的歧義。第一次出現的名詞和術語的一般格式為：「中文譯名」（日文原文、英文譯名），如無約定俗成的中文譯名時則使用格式：英文譯文（日文原文）。之後重複出現的名詞和術語則單獨使用中文或英文譯名。
- 在年表的文字描述後，會根據情況標記出與之相關聯的作品。作品缩写参照：作品对照。

### 年表
- 本年表持續更新中。
- 完整年表请参见条目「超时空要塞系列年表」

原始文明史
- B.C.[9] 200億年
  - 大爆炸，同時產生了和這個宇宙重疊的副宇宙（サブ・ユニバース、Sub Universe）。

- B.C. 100万年
  - 宇宙最初的生命體「原始文明」[6]（Proto Culture）誕生。副宇宙產生「精神能量生命體」（精神エネルギー生命体）。

- B.C. 50万年
  - 原始文明曆（P.C.）元年

- P.C. 2400年
  - 「原始文明」第一次宇宙移民开始（亚光速宇宙船）

- P.C. 2600年
  - 戰鬥用巨人型生物兵器「傑特拉帝」（ゼントラーディ、Zentraedi）開發並量產。【M、爱】

- P.C. 2700年
  - 「原始文明」因接觸到Vajra（バジュラ），通過對「超空間共振水晶體」[10]的研究，開發出FOLD裝置。【F】
  - 利用FOLD航法（ファールド航法）的第二次宇宙移民開始（超光速宇宙船）。

- P.C. 2800年
  - 「星間共和國」（星間共和国）統一

- P.C. 2860年
  - 因過度擴張，「星間共和國」分裂成兩種勢力，內戰爆發。

- P.C. 2865年
  - 比「傑特拉帝」更強的戰鬥用生物兵器「艾比爾系列」（エビル・シリーズ、Evil Series），在「先進科學惑星」（也即之後的巴羅塔第4惑星）開發，後因動力源問題，開發終止。

- P.C. 2868年
  - 在「先進科學惑星」發現副宇宙中存在的「精神能量生命體」可用作動力源，「惡魔系列」開發計畫重啟。

- P.C. 2870年
  - 「原始文明」的調査船團發現太古時代的地球，對原住生物進行遺傳因數改造，「亞原始文明」（亜プロトカルチャー）人類誕生。
  - 調查船團將根據神話和崇拜的Vajra女王（バジュラクイーン）為原型製造出來的人種改造監視裝置「鳥之人」（鳥の人、Human Bird）遺留在地球上。【ZERO】
  - 調查船團在返航途中遭遇「星間共和國」反對勢力襲擊而毀滅，關於地球和人類的記錄全部消失。

- P.C. 2871年
  - 試驗中的「惡魔系列」被「精神能量生命體」控制，暴走！
  - 「精神能量生命體」的存在需要大量吸收這個宇宙的靈魂（スピリチア），其對「先進科學惑星」上的「原始文明」以及「傑特拉帝」進行「精神制禦」（也即：洗腦）後形成「監察軍」（監察軍），開始侵犯周邊的星系。
  - 「星間共和國」內戰停止，被「精神能量生命體」控制的「惡魔系列」，被稱為「原始惡魔」[7]（Proto Deviln）。

- P.C. 2872年
  - 因被吸取靈魂的「原始文明」大量死亡（85%以上），造成靈魂嚴重不足，「原始惡魔」能力衰弱。
  - 可以壓制「原始惡魔」的精神靈魂（アニマスピリチア）被发現。
  - 「星間共和國」展開「原始惡魔封印作戰」（プロトデビルン封印作戦），將「原始惡魔」封印在「先進科學惑星」。之後，該惑星變成了異常寒冷的「冰之惑星」。

- P.C. 2875年
  - 因「原始惡魔封印作戰」造成重大損失，「星間共和國」人口驟減，殖民惑星網路逐漸解體。再加上期間為迎戰「原始惡魔」，解除了「傑特拉帝」遵循的「不可攻擊原始文明」的指令，造成「傑特拉帝」的反叛，「星間共和國」處於崩潰邊緣。
- P.C. 5000年
  - 「星間共和國」僅存于邊境移民惑星，移民船團， 星間殖民郡。
  - 「監察軍」和「傑特拉帝」開始了長達50萬年的爭鬥。

- P.C. 2萬5000年
  - 「原始文明」絕滅。

- P.C. 38萬年
  - 「反應兵器自動生產工廠」（反応兵器自動生産プラント）全滅。

異星人的存在 & 統合戰爭
- 1999年
  - 07月，超大型隕石墜落到「南亞塔利亞島」（南アタリア島、South Atalia Island）。調查結果判明為異星人的宇宙船（代號: ASS-1、Alien Star Ship-1）。
  - 08月，聯合國調查團精密調查開始。「南亞塔利亞島」被指定為聯合國管理地域。
  - 12月，墜落的宇宙船為人類5倍大小的巨大異星人的戰鬥艦判明。

- 2000年
  - 04月，對巨人用戰鬥兵器系統Battroid（バトロイド）和Destroid（デストロイド）開發開始。
  - 06月，異星人的存在公開。「地球統合政府」（地球統合政府、U.N.Government）成立案提出。
  - 07月，中東紛爭發生，世界各地的紛爭和內戰頻發，「統合戰爭」（統合戦争、Union War）爆發。
  - ？月[11]，對異星人用人形兵器Destroid 1號機Mark I（マークI）完成。

- 2001年
  - 01月，「反統合同盟」（反統合同盟）成立。
  - 02月，「地球統合政府」成立，「地球統合軍」（地球統合軍、U.N.Forces）設立。
  - 02月，將異星人宇宙船修復改造為「地球統合軍」戰艦的再利用計畫開始。這艘宇宙船則被後世稱之為SDF-1。
  - 05月，統合軍本部和同基地的「Grand Cannon No.1」（グランド・キャノン 1號）在阿拉斯加建造開始。
  - 07月，「火星薩拉基地」（火星サラ基地、Mars Salla Base）建造開始。
  - 07月，為修復SDF-1，向「南亞塔利亞島」移民開始。
  - ？月，Destroid實戰投入。
  - ？月，地球制SDF-1大型「反應引擎」開發成功。

- 2002年
  - ？月，對巨人用可變戰機試案提出，VF-0計畫開始。
  - ？月，無人戰機Ghost QF-2200量產開始。
  - 07月，「反統合同盟」襲擊「南亞塔利亞島」，「第一次南亞塔利亞島防衛戰」（第一次南アタリア島防衛戦、The First Defensive Battle for South Atalia Island）爆發。

- 2003年
  - 03月，「統合宇宙軍」（統合宇宙軍、U.N. Spacy）成立[12]。
  - 11月，純地球產宇宙戰艦SDF-2在月球「阿波羅基地」（アポロ基地、Apollo Base）建造開始。

- 2004年
  - 03月，「Grand Cannon No.2」在澳大利亞建造開始。
  - 06月，澳大利亞Roba（ロバー）港，時任潛水艇艇長的布魯諾・J・格洛巴魯（ブルーノ・J・グローバル、Bruno J. Global）和早瀨隆司（早瀬隆司）中將冒充「反統合同盟」部隊，對自軍補給物資進行掠奪。
  - 10月，「Grand Cannon No.3」在非洲建造開始。
  - ？月，試作可變戰機VF-0 Phoenix（フェニックス）1號機完成。

瑪泱島攻防戰
- 2005年
  - 01月，「第二次南亞塔利亞島防衛戰」爆发。
  - 08月，「火星薩拉基地」撤退。
  - 09月，因「反統合同盟」攻撃、從「火星薩拉基地」返回的船團全滅。布魯諾・J・格洛巴魯大佐指揮使用「反應兵器」（反応兵器）將進攻擊破，此為「反應兵器」的初次實戰使用。
  - 11月，「反統合同盟」摧毁「Grand Cannon No.2」。

- 2006年
  - 03月，月面「Grand Cannon No.4」建造开始。
  - 05月，「第三次南亞塔利亞島防衛戰」爆发。
  - 06月，Destroid MBR-04系列量产开始。

- 2007年
  - 05月，南美「Grand Cannon No.5」建造开始。

- 2008年
  - 07月，工藤信[13][14]（Kudo Shin）遭遇「反統合同盟」可變戰機襲擊，並被諾拉・波利揚斯基（ノーラ・ポリャンスキー、Nora Polyansky）擊墜。【ZERO、第01章】
  - ？月，工藤信漂流到「瑪泱島」（マヤン島、Mayan Island），邂逅「瑪泱巫女」莎拉・諾姆（サラ・ノーム、Sara Nome）及其妹妹瑪奧・諾姆（マオ・ノーム、Mao Nome）。
  - ？月，「瑪泱島」近海海底，「普羅多文明」遗留在地球上的人种改造监视装置AFOS（エイフォス、通称：鳥の人）軀體部分发现。「統合軍」開始对其进行部分回收。
  - ？月，「統合軍」少佐洛伊・福克（ロイ・フォッカー、Roy Focker）在空母CVN-99「Asuka II」（アスカ II、飛鳥）上與前輩阿莉絲・塔娜（アリエス・ターナー、Aries Turner）相遇。
  - ？月，VF-0初陣出擊準備。
  - ？月，工藤信和莎拉交流，并帮助其制作表达爱意的木棒Yariuei（ヤリウェイ）。
  - ？月，「統合軍」和「反統合同盟」在「瑪泱島」上空交戰。

瑪泱巫女
- 2008年
  - ？月，洛伊・福克和以前的教官D.D. 伊萬諾夫（D.D.イワノフ、D.D. Ivanov）相遇並交戰。【ZERO、第02章】
  - ？月，工藤信為救助瑪奧，初次登上VF-0並和諾拉對陣。
  - ？月，工藤信被配屬到「骷髏小隊」（スカル小隊、Skull Squadron）。
  - ？月，「統合軍」VF-0模擬戰鬥訓練。
  - ？月，阿莉絲率領下的「統合軍」AFOS調查隊在「瑪泱島」登陸，開始調查研究。工藤信奉命同行。
  - ？月，工藤信幫助「瑪泱島」電力恢復。
  - ？月，工藤信在聖泉因看到莎拉歌唱所產生的不可思議的場景而驚呆。
  - ？月，瑪奧向工藤信展示自己在海底的寶物，實為AFOS頭部。【ZERO、第03章】

AFOS爭奪戰
- 2008年
  - ？月，工藤信和「反统合同盟」的Okutosu（オクトス）在海底激战。工藤信成功奪取AFOS頭部。
  - ？月，「反統合同盟」突襲空母Asuka，福克與伊萬諾夫、諾拉對戰。
  - ？月，瑪奧因目睹對戰受到驚嚇而陷入沉睡狀態。後被送到空母Asuka，在手術中被輸入與其相匹配的AFOS的血液
  - ？月，工藤信為保護AFOS頭部與諾拉在「瑪泱島」上空對戰，後被擊墜。
  - ？月，跳傘逃生的工藤信著陸後被怨恨其給瑪泱島帶來不幸的莎拉的攻擊。
  - ？月，工藤信、莎拉、阿莉絲被諾拉指揮的「反統合同盟」地面部隊捕獲。【ZERO、第04章】
  - ？月，福克與伊萬諾夫再次激戰。

覺醒之時
- 2008年
  - ？月，莎拉和哈斯福特（ハスフォード、Hasford）相遇，回忆起幼时为其引诱并被抽取血液。
  - ？月，因莎拉心靈上產生動搖，「鳥之人」形狀的石頭產生共鳴從天而降，引發混亂。工藤信趁機帶莎拉逃出。
  - ？月，工藤信和莎拉在「瑪泱島」密林中探尋AFOS頭部。福克和阿莉絲互述舊情。
  - ？月，「瑪泱島」長老為瑪奧舉行Pukinuha（ブキヌハ）仪式，唤醒了接受手术后仍处于沉睡状态的玛奥。
  - ？月，「反統合同盟」向「瑪泱島」投下汽化爆彈。
  - ？月，阿莉絲在「反统合同盟」母舰潜水艇Auerstedt（アウエルシュテット）中告知萨拉统合军「Iconoclasm」（アオペレーション・イコノクラスム）作战计划详情：如不能获得「鸟之人」则将其全部毁灭。【ZERO、第05章】
  - ？月，聽聞真相後的莎拉受到打擊，AFOS頭部和軀體產生共鳴，雙方艦隊受其影響升上天空，「鳥之人」開始覺醒。

「鳥之人」復活
- 2008年
  - ？月，為營救莎拉和阿莉絲，工藤信和福克未經許可出擊，並在「瑪泱島」近海上空再次和伊萬諾夫、諾拉激戰。
  - ？月，莎拉為了阻止「鳥之人」覺醒決定自殺，但卻目睹為營救自己的工藤信被擊落墜海而暴走，「鳥之人」覺醒。
  - ？月，「鳥之人」和莎拉對話，確定人種改造失敗，為避免其向銀河傳播爭鬥的種子，決定毀滅地球。
  - ？月，統合軍本部見「鳥之人」失控，決定實施「Iconoclasm」作戰計畫。
  - ？月，諾拉、伊萬諾夫被「鳥之人」擊墜。
  - ？月，工藤信和莎拉重逢，「鳥之人」攻擊停止。
  - ？月，統合軍向「鳥之人」發射反應彈，「鳥之人」為避免爆炸產生的輻射污染「瑪泱島」，將爆炸後差生的輻射封閉後向宇宙深處FOLD。
  - ？月，阿莉絲在臨死前向福克表達愛意。
  - ？月，工藤信機體因反應彈爆炸嚴重受損墜海，後追隨「鳥之人」向宇宙深處飛去。

統合戰爭後的世界
- 2008年
  - 09月，「鳥之人」事件發生後，「反統合同盟」逐漸瓦解[15]。
  - 12月25日，SDF-1進宙式前2個月，反統合同盟對SDF-1墜落的南亞塔利亞島發動「紅鼻子馴鹿作戰」（赤鼻のトナカイ作戦、Operation Red Nosed Reindeer），從大氣層外落入代號為「魯道夫」（ルドルフ、Rudolph）的SV-51Σ進行突襲。【超時空要塞Macross・THE FIRST、EP.00 第04回】

Vajra戰役後
- 2060年
  - ？月，S.M.S Sefira支社（セフィーラ支社）所屬利昂・榊（リオン・榊、Leon Sakaki）在邊境惑星「烏洛波羅斯」（惑星ウロボロス、Planet Uroboros）被秘之機體擊墜後為S.M.S Uroboros支社社長艾莎・布蘭雪特（アイシャ・ブランシェット、Aisha Blanchett）所救。後因該惑星特有的被稱為「烏洛波羅斯極光」（ロボロスオーロラ、Uroboros Aurora）的FOLD斷層所阻擋而無法返回，利昂和艾莎在探尋「烏洛波羅斯遺跡」時邂逅喪失記憶的少女米娜・弗露迪（ミーナ・フォルテ、Mina Forte），並逐漸揭開惑星的秘密。【Macross 30】

- 2062年
  - ？月，從地球出發的第29番目新Macross級移民船團Macross 29（ツーナイン、Two Nine）正面臨著經濟低迷、高失業率等各類社會問題。爲了振興船團而舉辦的「Miss Macross Contest」（ミス・マクロス コンテスト）卻受到了武力再興主義組織「新傑特拉帝」（ネオ・ゼントラン、Neo Zentran）的襲擊。【Macross The Musicalture】

- 2067年
  - ？月，新的物語。【Macross Δ】

## 作品對照
| 日文原名 | 中文譯名                            | 英文譯名                                                   | 常用縮寫                |
| -------- | ----------------------------------- | ---------------------------------------------------------- | ----------------------- |
|          | 超時空要塞Macross                   | The Super Dimension Fortress Macross                       | * M * 初代 * TV * SDF:M |
|          | * 超時空要塞Macross・愛，還記得嗎？ | The Super Dimension Fortress Macross Do You Remember Love? | * 愛 * DYRL             |
|          | 超時空要塞Macross・Flash Back 2012  | The Super Dimension Fortress Macross Flash Back 2012       | * FB                    |
|          | 超時空要塞Macross II・再愛一次      | The Super Dimension Fortress Macross II -Lovers Again-     | * II * M2               |
|          | Macross Plus                        | Macross Plus                                               | * PLUS * MP             |
|          | Macross 7                           | Macross 7                                                  | * 7 * M7                |
|          | Macross 7・銀河在呼喚我！           | Macross 7・The Galaxy Is Calling Me!                       | * 7銀 * M7 MOVIE        |
|          | Macross Dynamite 7                  | Macross Dynamite 7                                         | * D7                    |
|          | Macross Zero                        | Macross Zero                                               | * ZERO * MZ             |
|          | Macross F                           | Macross F                                                  | * F * MF                |
|          | Macross F・虛空歌姬                 | Macross F・The False Diva                                  | * 劇F * F虚 * 虚空歌姫  |
|          | Macross F・戀離飛翼                 | Macross F・The Wings of Goodbye                            | * 劇F * F戀 * 戀離飛翼  |
|          | Macross FB7・銀河流魂               | Macross FB7                                                | * FB7                   |
|          | Macross Delta                       | Macross Delta                                              |                         |

## 作品一覽

### 超時空要塞Macross
- TV版
  - （超時空要塞Macross）（全36話、1982年10月3日～1983年6月26日）

- 劇場版
  - （超时空要塞 爱，还记得吗？）、（1984年、07.21公開）

- OVA
  - 「[[Flash Back 2012|

- BD / DVD

- 小説

- Drama CD

- 漫画

### 超時空要塞Macross II -Lovers Again-
- OVA

- 小説

- 漫画

### Macross Plus
- OVA

- 劇場版

- BD / DVD

- 小説

### Macross 7
- TV版

- 劇場版

- OVA

- BD / DVD
- CD

- 小説

- 漫画

- Drama CD

- Radio CD

### Macross Zero
- OVA

### Macross F
- TV版

- 劇場版

- OVA

- CD

- BD / DVD

- GAME

- 文庫

- GOODS

- 漫画

- Drama CD

- 其他

### Macross 30
- GAME

- CD

- 小説

### Macross Δ
- TV版

- 劇場版
  - 劇場版 超時空要塞Δ絶對LIVE!!!!!!，2021年公開。

### 其他
- 分册百科

- GAME

- Drama CD

- 漫画

- 畫集

- 設定集

## 腳注
1. ↑  4部TV版分別為：1982年的「超時空要塞Macross」、1994年的「Macross 7」2008年的「Macross F和2016年的「Macross Delta」
2. ↑  6部OVA 分別為：1987年的「超時空要塞Macross・Flash Back 2012」、1994年的「Macross Plus」、1997年的「Macross Dynamite 7」、2002年的「Macross Zero」 、2010年的「Nyan Cli」和1992年的「超時空要塞Macross II -再愛一次-」
3. ↑  6部劇場版分別為： 1984年的「超時空要塞Macross・可曾記得愛？」 、1995年的劇場版「Macross Plus」、1995年的「Macross 7・銀河在呼喚我！」、2009年的「Macross F・虛空歌姬」、2011年的「Macross F・戀離飛翼」和2012年的「Macross FB7・銀河流魂」
4. ↑  作爲劇場版公開的「Macross FB7・銀河流魂」，在2013年01月15日出版的官方分冊百科「Macross Chronicle」（マクロス・クロニクル）VOL.01中被列為OVA，應視為錯誤的歸類。
5. ↑  作為Macross 30周年企劃公開的「 Macross The Musicalture」
6. 1 2  日文原文：（Proto Culture），「Proto」意為「原始」，所以按照字面意思可翻譯為「原始文明」或「原始文化」。
7. 1 2  日文原文：（Proto Deviln）。
8. ↑  「Macross Chronicle」（マクロス・クロニクル）VOL.01，2013年01月15日
9. ↑  B.C. 表示：紀元前
10. ↑   也即：FOLD Quartz
11. ↑  ？月：表示該事件的發生時間，在年表中沒有明確標明月份，根據年表描述排序，應間於上下兩個事件之間。下同。
12. ↑  地球統合宇宙軍（U.N. Spacy）是日本動畫《超時空要塞》中的虛構武裝部隊，隸屬地球統合政府。理論上，這支軍隊是由整合聯合國各加盟國的武裝力量而來。實際上，由於設定之初參考對象的影響，這支軍隊大致承襲了今日美國海軍的編裝與傳統。在動畫作品中，其以操作VF系可變戰鬥機並與傑特拉帝人作戰而為人熟知。故事設定為外星船艦ASS-1引發的第一次統合戰爭（統合戰爭詳見Macross Zero#故事簡介），之後地球趨於統一，為對抗傑特拉帝人宇宙方面的戰鬥而成立；第一次宇宙戰爭結束後，進行「人類保存計劃」與「宇宙移民計劃」而轉型為移民船團的護衛武力。
13. ↑  シン在漢字表中可以表示為“信”或者“真”等，這裏直接取最接近的音讀漢字。
14. ↑  对沒有官方漢字表述的人名，均直接採用日文音譯，並不保證和英文譯名的完全對應
15. ↑  「鳥之人」事件發生後，其真相在相當長一段時間被「統合政府」所封印，直到數十年後才解禁。由於種種原因，該事件的摘要已被改變，所以現在很難知曉當時的真實情況，其中一個原因在於此次在「瑪泱島」所引發的局部戰爭是決定了歷史方向的重大事件。一方面，在「統合戰爭」末期，「統合軍」和「反統合同盟」的戰況仍處於膠著狀態，兩個勢力陣營都希望從類似於ASS-1的AFOS中獲取新技術扭轉局勢，但卻均告失敗，這使得掌握ASS-1的「統合政府」占優。另一方面，「鳥之人」事件成為可變戰機的試金石，VF-0表現出了比完成度較高的SV-51稍好的能力，使得OTM和開發資金開始流向VF系列。所有的這些因素累積，加速了「反統合同盟」的瓦解。
16. 1 2 3 4 5 6 7 8 9 10 11 12 13  官方縮寫，來自官方分冊百科「Macross Chronicle」（マクロス・クロニクル）
17. ↑  在官方分冊百科「Macross Chronicle」中，「Macross F」的兩個劇場版只有一個縮寫，並未進行區分。